# Three Bad Men and a Girl
Three Bad Men and a Girl est un film muet américain réalisé par Francis Ford et sorti en 1915.

## Fiche technique
- Réalisation : Francis Ford
- Scénario : Grace Cunard
- Durée : 20 minutes
- Date de sortie :  États-Unis : 20 février 1915

## Distribution
- Francis Ford : Joe
- John Ford[2] : Jim
- Major Paleolagus : Shorty
- Grace Cunard : la fille
- Lew Short : le shérif
- Ervin Denecke : l'assistant du shérif